# 帕默斯顿 (澳大利亚首都特区)
帕默斯顿（英语：Palmerston），是位于堪培拉下属甘加林城区西部的一个郊区，西北隔Gundaroo Drive接尼科尔斯，东北隔Gungahlin Drive接甘加林城区。西南隔Nudurr Drive接克雷斯。该区得名于乔治·托马斯·帕尔默，他于1826年在堪培拉地区建立了一个名为帕尔默维尔的定居点，后来更名为金宁德拉。它于1991年3月20日在宪报刊登。街道以澳大利亚的山脉命名，主要街道为Kosciuszko Avenue。这是甘加林继米切尔工业区之后开发的第二个郊区。

## 市容
帕默斯顿主要是一个住宅区，混合了独栋住宅和复式住宅。郊区中心有小型医疗、购物和社区中心。帕默斯顿小学于1994年开业，学校附近有一个大型椭圆形社区。多条自行车道穿过郊区，多个路口设有行人和自行车地下通道。帕默斯顿的公共道路上散布着李子和苹果等果树。ACTION巴士路线21和22路穿过Kosciuszko Avenue，23 路和24路巴士路线穿过半个帕默斯顿，将帕默斯顿与甘加林镇中心、富兰克林和尼科尔斯连接起来。

## 地质
帕默斯顿的下方是中志留纪晚期的堪培拉组。1971年，澳大利亚国立大学的JP Ceplecha对该地区进行了比堪培拉许多其他地区更详细的研究。
堪培拉地层主要是板条页岩和泥岩。一层灰石被折叠起来，在表面形成75米宽的暴露部分。它们呈玉米穗状，主轴指向东北。长轴由背斜确定。向斜决定了灰岩的西侧，背斜则位于更西的地方。一个三角形的粉砂岩被断层抬升到帕默斯顿的西角。一条与褶皱对齐的长断层沿着金宁德拉河东侧延伸。温斯莱德断层从南向北延伸，与上面的长断层汇合。甘加林断层也与褶皱平行并穿过帕默斯顿的东侧。它形成了灰石的东部边界。